# Siriano (gramático)
Siriano (em latim: Syrianus) foi um estudioso bizantino do século V, ativo sob o imperador Teodósio II (r. 408–450). Gramático grego, em 15 de março de 425, quando lecionava na capital imperial de Constantinopla, recebeu os codicilos da "comitiva da primeira ordem" (comitiva primi ordinis) de modo que pudesse ser classificado entre os ex-vigários (ex vicariis). Foi honrado junto de Heládio, Teófilo, Martinho, Máximo e Leôncio.